# Cines
La Società Italiana Cines è stata una casa cinematografica specializzata nella produzione e distribuzione di film.

## Storia

### La Cines
La Cines sorse a Roma il 1º aprile del 1906 dalla trasformazione in società anonima della Alberini & Santoni, manifattura di soggetti e films cinematografiche, nata nel 1905 per iniziativa di Filoteo Alberini e Dante Santoni, con teatro di posa in via Appia Nuova (poi via Veio) fuori Porta San Giovanni.
Costituita con un capitale iniziale di 250.000 lire, aveva la finalità di produrre pellicole, fabbricare apparecchi e commerciare in tutti gli accessori relativi alla cinematografia, fotografia e tecniche affini. Tutti i poteri della società erano concentrati nelle mani del facoltoso ingegnere romano Adolfo Pouchain (amministratore unico). Santoni lasciò la Cines poco tempo più tardi mentre Alberini, pur non abbandonandola, rivestì nella società un ruolo non particolarmente importante.
Nell'estate 1906, il regista francese Gaston Velle, proveniente dalla Pathé di Parigi dove lavorava da due anni, accompagnato dagli scenografi Dumesnil e Vasseur e dall'operatore Vauzèle, specialista in trucchi, giunse alla Cines. Furono realizzate quell'anno La Malia dell'oro, Pierrot innamorato e Viaggio in una stella.
Nel 1907 cominciò la sua attività di regista Mario Caserini, entrato alla Cines come attore, mentre Velle, nella seconda metà dell'anno, tornava a Parigi. La Cines iniziò a specializzarsi nella produzione storica e in costume con Il fornaretto di Venezia, Otello, Garibaldi. Nel 1908 entrò a far parte della direzione Carlo Rossi, il fondatore della Rossi & C. di Torino (trasformatasi nell'Itala Film di Carlo Sciamengo e Giovanni Pastrone) che rappresentò la Cines al Congresso degli industriali cinematografici europei, tenutosi a Parigi (ai primi del 1909). Quando Rossi lasciò la Cines, salì alla direzione il conte Salimei fino al 1911. Intanto, a fianco di Caserini, chiamato allora il "mago della messinscena", cominciava a distinguersi un giovane pittore, Enrico Guazzoni, che lo stesso Alberini aveva assunto come regista.

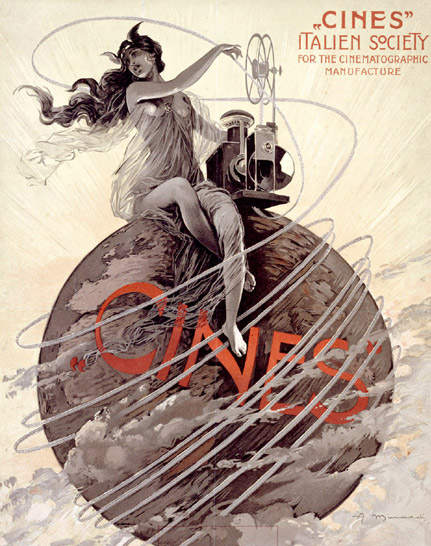
Uno dei loghi della Cines

Guazzoni ottenne il primo personale successo con Brutus nel 1910, proprio negli anni in cui anche la Cines aveva dovuto affrontare la grande crisi che aveva colpito tutte le Case cinematografiche europee e americane, dovuta a varie cause, tra cui una sovrapproduzione, qualitativamente mediocre, non più tollerata da un pubblico fattosi assai esigente.
Cessati i grandi guadagni, il Banco di Roma delegò il barone Alberto Fassini a liquidare lo stabilimento. Egli invece lo riorganizzò nominandosi direttore generale nel consiglio di amministrazione, fu nominato presidente Ernesto Pacelli, vicedirettore Carlo Amato, consiglieri don Prospero Colonna, il principe di Sonnino, il barone Giovanni Alberto Blanc, Pietro Moncada conte di Caltanissetta e principe di Paternò. Il capitale della società fu portato così a 3 milioni, con azioni da lire 50.
Da allora la Cines riuscì a garantire agli esercenti italiani e stranieri un rifornimento settimanale di 1 dramma (600 m circa), 1 commedia, 2 comiche e 2 documentari. Lo stabilimento fu fornito di attrezzature moderne, mentre vennero scritturate troupe fisse, che lavoravano contemporaneamente e gli attori (e si ricordino per tutti Amleto Novelli e la Terribili-Gonzales) ebbero contratti a lunga scadenza.
Nel 1911 la Società Italiana Cines, Anonima, sede a Roma, capitale versato £ 3.000.000, figurava nel catalogo generale ufficiale dell'Esposizione internazionale dell'industria e del lavoro di Torino alla voce « Seta artificiale », e dichiarava i seguenti stabilimenti:
- Roma: Manifattura cinematografica;
- Padova: Fabbricazione seta artificiale e prodotti affini (con a capo l'ingegnere Pouchain e il sig. Planchon, già dirigenti della fabbriche di pellicole Lumiere a Lione);
- Vigodarzere: Fabbricazione pellicole sensibili, applicazioni del collodio e prodotti affini.
  - Filiali: Parigi, Londra, Barcellona, Mosca, Berlino. Agenzie: New York, Rio de Janeiro, Buenos Aires, Caracas, Sydney, Yokohama, Hong Kong, Il Cairo.

La Cines fu quindi la prima casa di produzione italiana a fabbricare in proprio la pellicola vergine, e tale autonomia costituì uno dei motivi del suo grande sviluppo.
Nel 1911 la Cines vinse il 2º premio per la categoria artistica al Concorso internazionale di cinematografia bandito in occasione dell'Esposizione Internazionale di Torino, per il film artistico su San Francesco Il poverello di Assisi e per quello didattico Il tamburino sardo tratto dal famoso racconto mensile del romanzo Cuore.
Durante la guerra italo-turca, nell'intento di far cosa gradita ai combattenti in Libia e alle loro famiglie, un operatore della Cines, Silvio Cocanari, girò in molte città italiane brevi documentari, fotografando numerosi gruppi di famiglie riuniti all'aperto, affinché i soldati, alla proiezione, avessero l'illusione di riconoscere i loro parenti lontani.
Nel 1913, col Quo vadis? di Enrico Guazzoni, costato alla Casa 60.000 lire, la Cines raggiunse uno dei primi posti tra le società produttrici del mondo, confermando la propria eccellenza con Marcantonio e Cleopatra (pure questo di Guazzoni), che le costò 300.000 lire, somma recuperata con la sola cessione del film all'esercizio inglese per la durata di un anno. Nello stesso 1913, accettò di lavorare per la Cines l'allora celebre attrice di teatro Hesperia.
La Cines realizza una serie di 12 documentari dedicati all'Italia e prodotti per far conoscere all'estero le località turistiche: Ascoli Piceno, Assisi, Capri, Amalfi, Salerno, Manfredonia, Calabria, Castrovillari, Laino, Sicilia e Sardegna. Il filmato relativo alla località pugliese si intitola Manfredonia, Southern Italy
Nello stesso anno la Cines bandì un concorso internazionale per un soggetto cinematografico (1º premio 25.000 lire). Il soggetto vincente su 962 concorrenti, dovuto allo scrittore piacentino Amerigo Scarlatti e intitolato Il Tesoro di Rampsinite, non poté essere realizzato per lo scoppio della prima guerra mondiale.
Il conflitto determinò una forte concentrazione nella produzione del secondo semestre 1914, in tutte le Case di produzione europee. Quelle italiane si ripresero ben presto, e la Cines, scritturò grandi attrici, tra cui Lyda Borelli, e registi come Nino Oxilia, Giulio Antamoro, Nino Martoglio, Carmine Gallone, Ivo Illuminati, Amleto Palermi, Augusto Genina.
Nel 1918 il barone Fassini lasciò la direzione generale della Cines e si dimise dal consiglio d'amministrazione. Nel 1919 la Cines entrò a far parte dell'Unione Cinematografica Italiana e nel 1921 cessò ogni attività.

### Cines-Pittaluga

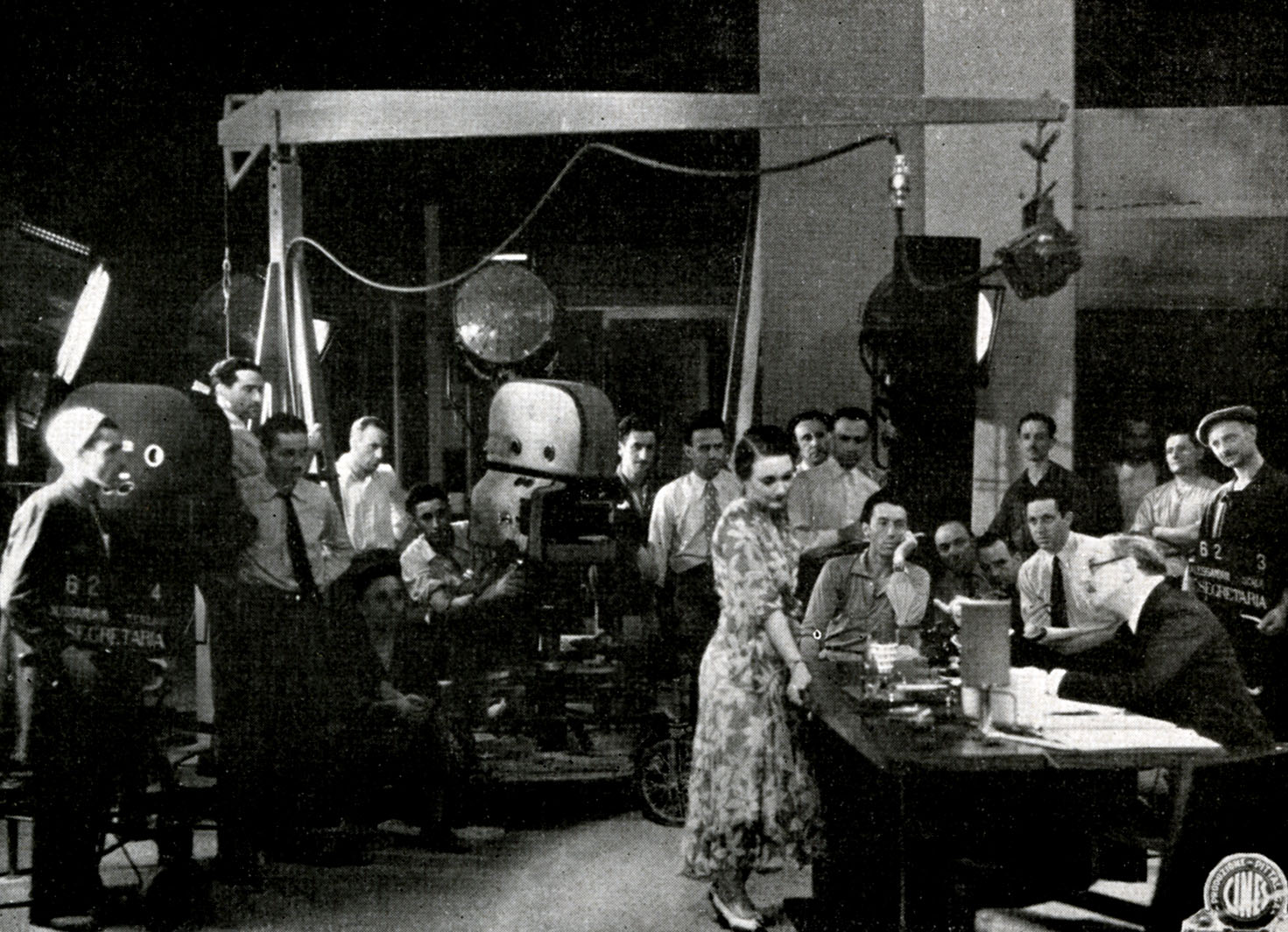
Elsa Merlini in una scena del film La segretaria privata negli studi sonori della Cines (1931)

Nel 1929 il produttore-esercente-noleggiatore Stefano Pittaluga, forte degli incoraggiamenti e delle sovvenzioni governative, acquistò i teatri di posa di via Veio e l'anno successivo ripristinò la marca Cines. Il primo film sonoro della rinascita cinematografica italiana, La canzone dell'amore (1930), portava l'antica gloriosa etichetta. Alla morte di Pittaluga (1932) la direzione della Cines venne assunta da Ludovico Toeplitz, che la conservò fino al 1935. Particolarmente interessante si presentò l'attività della Cines negli anni 1932-1933, avendo Toeplitz chiamato lo scrittore Emilio Cecchi alla direzione generale della produzione. Cecchi radunò attorno a sé letterati e artisti e si volse con decisione verso il «film d'arte», a scapito dei film di genere, pur senza trascurare la popolarità. Direttore del doppiaggio divenne Mario Almirante. Sono di quegli anni film come Palio, La tavola dei poveri, Gli uomini, che mascalzoni..., Acciaio, 1860, O la borsa o la vita, T'amerò sempre. Nel 1934 la Cines concluse il suo secondo ciclo produttivo; nel 1935 gli stabilimenti di via Veio vennero devastati da un incendio e, resisi inutilizzabili per sempre, furono demoliti.

#### Le produzioni documentaristiche del 1932-33
La politica di Emilio Cecchi porta la Cines ad investire anche nel settore del cinema documentaristico. La casa di produzione, tra il 1930 e il 1931, sotto Pittaluga, già aveva prodotto una quarantina di documentari soprattutto come sperimentazione del sonoro (Armonie di Sicilia, Canti di Romagna, Melodie argentine, Sinfonie di nuvole). Campane d'Italia di Mario Serandrei e Il presepe di Ferdinando Maria Poggioli si distinguono però da tutti gli altri per la ricercatezza del montaggio, l'illuminazione e i movimenti di macchina.

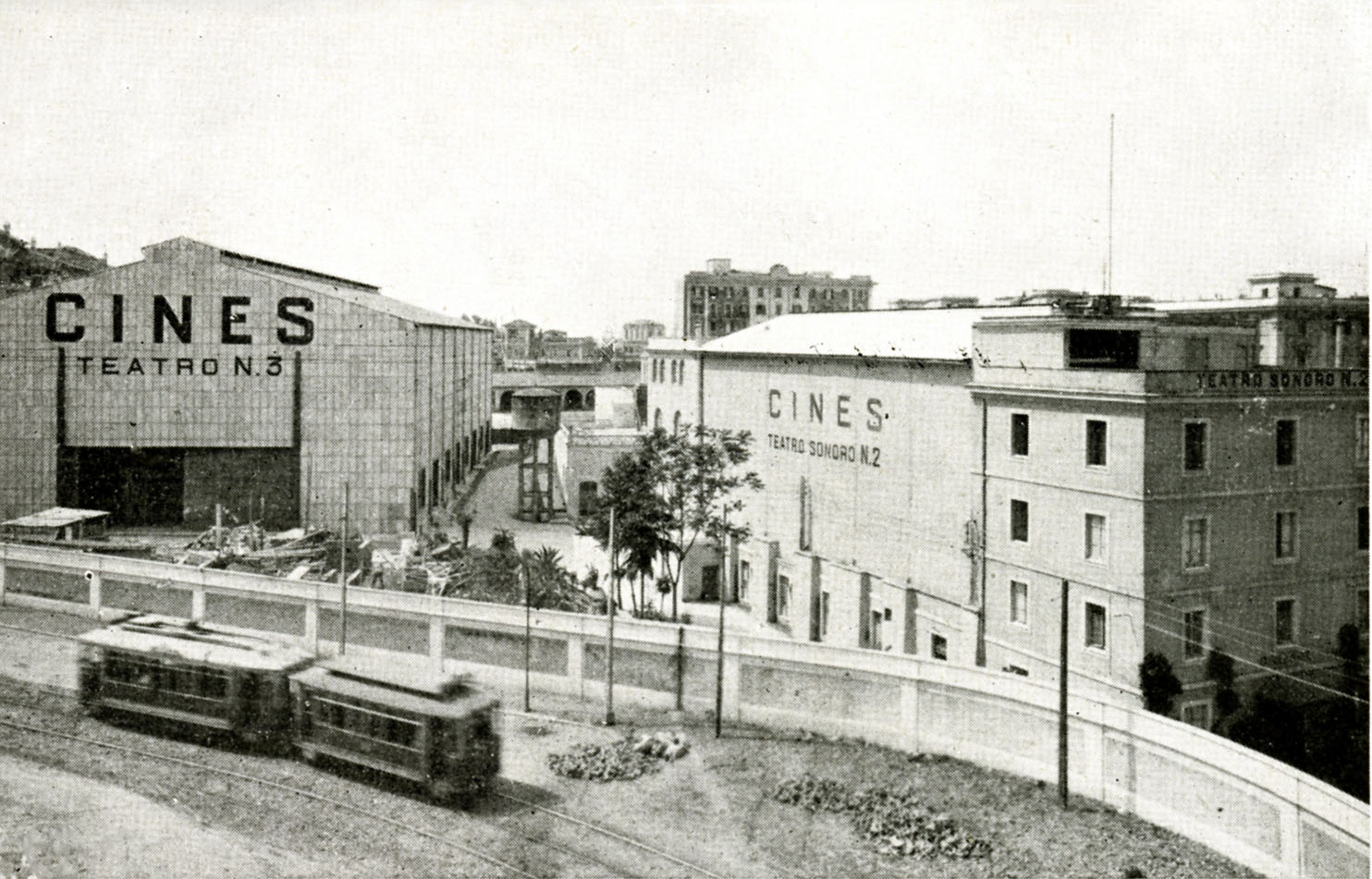
Gli Studi cinematografici CINES a Roma nel 1931

La produzione di documentari del 1932-33 invece, che si affianca a quella più "tecnica" e monocorde del Luce, fa parte della ricerca del nuovo stile che porti ad un possibile rinnovamento del cinema italiano (chiamato in quel periodo rinascita). Cecchi pensa quindi che il documentario e la sceneggiatura siano i settori cruciali per la creazione di questo nuovo stile, dove entrano in gioco quelli che egli considera i punti deboli del cinema italiano: l'osservazione della realtà e la capacità di racconto. Un progetto definito e mirato, destinato anche ad offrire ai giovani registi il banco di prova per sperimentarsi con la macchina da presa prima di passare al lungometraggio. Nascono quindi, tra il 1932 e il 1933 una serie di documentari diretti da giovani registi già affermati come Blasetti o da giovani che lo diventeranno come Bragaglia e Matarazzo. Giovani leve che faranno parte del futuro Centro sperimentale di cinematografia che verrà creato nel 1935.
I cortometraggi vengono numerati da 1 a 17 e comprendono: Assisi di Alessandro Blasetti, Tarquinia di Carlo Ludovico Bragaglia, Moli romane e Bacini di carenaggio a Genova di Stefano Bricarelli, Fori imperiali di Aldo Vergano, Paestum e Impressioni siciliane di Ferdinando Maria Poggioli, Cantieri dell'Adriatico di Umberto Barbaro, Zara di Ivo Perilli, Il ventre della città di Francesco Di Cocco, Miniere di Cogne - Val d'Aosta di Marco Elter, Aeroporto del Littorio di Giorgio Simonelli, Littoria e Mussolinia di Sardegna di Raffaello Matarazzo, Orvieto di Vincenzo Sorelli, Visioni del Garda - Il Vittoriale e Primavera sul Garda di Gabriellino D'Annunzio.
Nel 1934 la Cines viene rilevata dalla ICAR, che produce «un soggetto di Umberto Barbaro Seconda B e ne affida la regia a Goffredo Alessandrini».

### Le ricostituzioni
Il 9 febbraio 1942 fu concesso il nulla osta per la ricostruzione della Cines, affidata al produttore Guido Oliva. La terza Cines aveva carattere eminentemente statale, e integrava, nel campo della produzione, l'attività dell'E.N.I.C., che provvedeva al noleggio tramite un proprio circuito di sale. La produzione della "terza" Cines tra il 1942 ed il 1943 ebbe una certa risonanza, e comprese film come La bella addormentata, Avanti c'è posto, Quattro passi fra le nuvole, Harlem, T'amerò sempre (remake del film omonimo di dieci anni prima), Fuga a due voci, Sorelle Materassi, Enrico IV, La locandiera, Il cappello da prete. Dopo l'8 settembre 1943 la Cines fu trasferita a Venezia dai fascisti repubblicani e produsse alcuni film nel 1944 negli stabilimenti della Giudecca nel cosiddetto Cinevillaggio (o Cineisola).
Nell'estate 1949 la Cines è stata nuovamente ricostituita, su basi eminentemente statali, diretta da Carlo Civallero fino al novembre del 1955 e in seguito da Aldo Borelli; questa "quarta" Cines ha prodotto fra il 1950 ed il 1955 i seguenti film: Due mogli sono troppe, È più facile che un cammello..., L'edera, La città si difende, Il brigante di Tacca del Lupo, Altri tempi, La voce del silenzio, Tempi nostri, Amici per la pelle, oltre a numerose coproduzioni con case francesi e film in compartecipazione con altre case italiane. Successivamente a questo glorioso periodo la Cines cessò l'attività cedendo a terzi i diritti sui film prodotti.
La Cines è stata rifondata per la quinta volta, nel centenario della sua prima fondazione (2006), con un carattere essenzialmente privato. La direzione artistica è stata affidata al maestro Leonardo Bragaglia, già regista e saggista drammatico di fama, nipote dei registi Carlo Ludovico Bragaglia ed Anton Giulio Bragaglia e dell'ingegnere Francesco Bragaglia, ex direttore generale della prima Cines.